# Hředle, Beroun
Hředle là một làng thuộc huyện Beroun, vùng Středočeský, Cộng hòa Séc.